# DFK 다이나바
DFK 다이나바(DFK Dainava) 또는 정식 명칭 주키야 풋볼로 클루바스 다이나바(Dzūkija Futbolo Klubas Dainava)는 알리투스 연고의 리투아니아 축구 클럽이다. 2014년 FK 다이나바 알리투스가 해체된 후, 2016년 피닉스 클럽으로 창단되었다.

## 역사
현대 DFK 다이나바는 2016년 "아우스카(Auska)"와 "주쿠탄카이(Dzūkų tankai)"가 통합된 후 창단되었다.
2015년 FK 아우스카는 피르마 리가(Pirma Lyga)에서 뛰었다. 2016년 리투아니아 축구 연맹은 클럽명을 변경하고 피르마 리가(2부 리그)에서 뛰는 것을 허용했다.
DFK 다이나바는 2016년 9위, 2017년 4위를 기록했다.
2018 시즌, DFK 다이나바는 피르마 리가에서 준우승을 차지했다. 강등/승격 플레이오프 경기에서 FK 팔랑가에 0-3으로 패했다. 2018년 11월 3일, 가르그즈다이에서 열린 두 번째 경기에서 0-2로 패했다. FK 팔랑가는 합계 5-0으로 승리하며 2019 A 리가 진출권을 확보했다.
DFK 다이나바는 2019 시즌 A 리가 승격을 노렸지만, 알리투스 시로부터 리그에 필요한 스폰서십을 확보하지 못했다. 결과적으로 클럽은 I 리가에 잔류했다. 2019 LFF I 리가를 4위로 마무리한 다이나바는 2020 시즌에 다시 A 리가 라이선스 취득을 시도했지만, 다시 거절당했다.
2021년 3월 리투아니아 축구 시즌이 시작되기 전에 DFK 다이나바는 2021 시즌에 리투아니아 최고 리그인 A 리가에서 경기를 하기 위한 라이선스를 신청했다. 이 신청은 클럽이 안정적인 재정으로 해결책을 찾지 못하고 여자 축구팀을 조직하지 못해서 리투아니아 축구 연맹에 의해 거부되었다. 당시 A 리가에는 허가를 받고 리그에서 경쟁할 수 있는 자격을 갖춘 팀이 9개 있었다. DFK 다이나바의 신청은 리투아니아 축구 연맹에 의해 10번째 팀으로 리투아니아 최고 리그에서 경기를 하고 경쟁할 수 있도록 허가되었고, DFK 다이나바는 이후 스폰서십과 안정적인 재정과 관련된 모든 문제를 해결했다. 2016년 재창단 이후 DFK 다이나바 클럽 역사상 처음으로 알리투스 타운은 리투아니아 최고 축구 리그인 A 리가에서 경쟁하는 남자 축구팀을 다시 갖게 되었다. DFK 다이나바는 리투아니아 축구 연맹의 규정 및 법률에 따라 -3점으로 시즌을 시작했다. DFK 다이나바의 아 리가(A Lyga) 첫 경기는 3월 6일 마리얌폴레에서 새로 승격한 팀인 FK 네베지스(FK Nevėžis)를 상대로 치러졌다. 마리얌폴레에는 정식 실내 축구장이 있고 알리투스(Alytus)와 가장 가깝기 때문이다.
DFK 다이나바는 2022년 리그 우승을 차지하여 2023년 아 리가로 승격했다.